# Sannazzaro de' Burgondi
Sannazzaro de' Burgondi es una localidad y comune italiana de la provincia de Pavía, región de Lombardía, con 5.964 habitantes.

## Evolución demográfica
| Gráfica de evolución demográfica de Sannazzaro de' Burgondi entre 1861 y 2001 |
|                                                                               |
| Fuente ISTAT - elaboración gráfica de Wikipedia                               |